# النيملان (سفينة)
سفينة النيملان، التي تبلغ تكلفتها 72 مليون دولار أمريكي بتمويل من الدولة الموريتانية، تشكل إضافة نوعية للقوات البحرية الوطنية، حيث تتمتع بخصائص ومميزات فنية وعملياتية، تضيف قدرات وظيفية جديدة للبحرية الوطنية بما يمكنها من القيام بعمليات إنزال الآليات المدرعة والجنود إلى أرض المعركة أو خلف خطوط العدو عن طريق عمليات إنزال بحري مباشرة على الشواطئ. أن كل هذه الخصائص تجعل "سفينة النيملان (سفينة) كاملة التأهيل والقدرة على حماية وتأمين منصات استخراج الغاز والنفط في عرض البحر. وان هذه السفينة بوسعها المشاركة في العمليات الإنسانية على المستوى الوطني والدولي لما لها من قدرة على إجلاء وتأمين الأشخاص المنكوبين وإسعافهم.

## تاريخ
دخلت إلى الخدمة، ضمن القوات البحرية الموريتانية، سفينة حربية مخصصة للنقل والإنزال؛ لتأمين «حقول الغاز» في عمق السواحل الموريتانية، وتحمل اسم «النيملان» وهو اسم معركة تفوق خلالها المجاهدون الموريتانيون على الغزاة الفرنسيين مطلع القرن الماضي.

## بطاقة فنية
ويبلغ طول السفينة 98 مترا وعرضها 14 مترا.

## القدرات القتالية
وهي مزودة بقوارب لحمل السيارات رباعية الدفع وقادرة على نقل وإنزال المدرعات والجنود بمعداتهم، والقيام بمهام الاستطلاع، كما تحتوي على منصة لاستقبال طائرة طائرة مرواحية، تستخدم عند الحاجة في عمليات الاستطلاع والهجوم والإخلاء وبامكانها المشاركة في العمليات الإنسانية على المستوى الوطني والدولي، لما لها من قدرة على تأمين وإجلاء الأشخاص المنكوبين وإسعافهم.
ويرى مراقبون أن الباخرة الجديدة ستساعد في تعزيز الدفاعية البحرية والقدرات القتالية للقوات الموريتانية.